# Арктии
Арктии (лат. Arctia) — род ночных бабочек из подсемейства медведиц семейства эребид, распространённых в голарктической области.

## Описание
Бабочки средних размеров (размах крыльев медведицы-кайя до 8 см) с пёстроокрашенными крыльями (основная окраска коричневая и чёрная с красным, жёлтым или белым рисунком). Глаза крупные, сферические. Туловище толстое. Вторая радиальная жилка переднем крыле отходит самостоятельно. Голенные шпоры и шипы на голенях короткие. Средняя голень с одной парой, задние голени с двумя парами шпор. Щупики короткие с редуцированным последним члеником.

## Виды
- Arctia brachyptera Troubridge & Lafontaine, 2000[3]
- Arctia caja Linnaeus, 1758
- Arctia festiva Hufnagel, 1766
- Arctia flavia (Fuessly, 1779)[4]
- Arctia intercalaris Eversmann, 1843[5]
- Arctia ladakensis O. Bang-Haas, 1927[6]
- Arctia martinhoneyi Dubatolov & Gurko, 2005[7]
- Arctia olschwangi Dubatolov, 1990[8]
- Arctia opulenta H. Edwards, 1881
- Arctia rueckbeili Püngeler, 1901[9]
- Arctia villica Linnaeus, 1758 [syn. Epicallia villica Hübner, 1820[10]]
- Arctia weigerti O. Bang-Haas, 1927[6]